# Regeln spielen keine Rolle
Regeln spielen keine Rolle (Originaltitel: Rules Don’t Apply) ist eine US-amerikanische romantische Filmkomödie mit biografischen Elementen aus dem Jahr 2016, produziert, geschrieben und inszeniert von Warren Beatty, nach einer Geschichte von Beatty und Bo Goldman. Zum Ensemble, in dem Beatty in seiner ersten Rolle seit 15 Jahren spielt, gehören Lily Collins, Alden Ehrenreich, Annette Bening und Matthew Broderick.

## Handlung
Im Los Angeles des Jahres 1958 arbeitet Frank Forbes als Fahrer für den Mogul Howard Hughes. Er holt Marla Mabrey ab, eine fromme baptistische Schönheitskönigin, die bei Hughes' Filmstudio RKO Pictures unter Vertrag steht, 400 Dollar pro Woche erhält[a] und mit ihrer strengen Mutter Lucy in einem schönen Haus lebt. Frank wird Marlas wichtigster Fahrer, der sie zu Gesangs- und Tanzkursen bringt.
Marla verbringt Monate damit, auf ihre Probeaufnahmen für Stella Starlight zu warten und Hughes zu treffen. Hughes' Mitarbeiter Levar Mathis erinnert Frank regelmäßig daran, dass die Starlets keinen engen Kontakt zu Männern haben dürfen. Frank ist fromm und religiös, obwohl er und seine Verlobte Sarah heimlich Sex hatten. Lucy kehrt nach Virginia zurück, während Marla auf ihre Probeaufnahmen wartet.
Während ihre Mutter weg ist, kommen sich Frank und Marla näher. Er lässt sie fahren, und sie vertrauen sich einander an. Marla macht sich Sorgen, ob sie den „Regeln“ Hollywoods entspricht, die besagen, dass sie eine großartige Sängerin und Tänzerin sein und einen großen Busen haben muss; Frank versichert ihr, dass diese Regeln nicht für sie gelten. Schließlich trifft sie Hughes in einem privaten Bungalow, wo sie sein Angebot auf einen Drink ablehnt und offen über ihre Schauspielambitionen spricht. Nadine, Hughes' Chefsekretärin, arrangiert Marlas Probeaufnahmen. Franks erste Begegnung mit Hughes ist so positiv, dass er ihn in seinen inneren Mitarbeiterkreis aufnimmt. 
Hughes zieht sich immer mehr zurück, da er befürchtet, dass die Minderheitsaktionäre der TWA ihn einweisen lassen wollen. Seine rechte Hand Noah Dietrich bringt Hughes auf die Palme, indem er ihm vorschlägt, einen Psychiater aufzusuchen, und Hughes wird geraten, zu heiraten, damit seine „Frau“ sich weigern kann, die Einweisungspapiere zu unterschreiben. Marlas Probeaufnahme ist eine bedeutungslose Fassade. Sie singt Frank ein von ihr geschriebenes Lied vor, was zu einem leidenschaftlichen Kuss führt. Sie hören auf, weil Marla sich als Ehebrecherin fühlt, aber Frank sagt, dass er mit Sarah Schluss machen wird.
Marla wird zu einem weiteren nächtlichen Treffen mit Hughes gerufen, wo sie aus Verärgerung über Frank zum ersten Mal Alkohol konsumiert. Als Hughes schließlich zu ihr stößt, sagt die stark betrunkene Marla ihm, wie besonders er ist. Sie spielt ihm ihr Lied vor, der daraufhin emotional wird und ihr plötzlich einen Heiratsantrag macht, der mit Sex endet. Am nächsten Tag ist Frank am Boden zerstört, als Marla ihm offenbart, dass sie heimlich verlobt ist und ihn dann abrupt abserviert.
Innerhalb weniger Tage heiratet Hughes Jean Peters, um ihn vor einer Einweisung zu schützen, feuert Noah und stellt Robert Maheu als CEO seiner Unternehmen ein. Maheu warnt ihn, dass die TWA-Aktionäre Hughes zwingen könnten, sich wegen Misswirtschaft vor Gericht zu verantworten. 
Marla ist verärgert, weil sie Hughes' Vorschlag geglaubt und Sex mit ihm gehabt hat. Als sie ihm mitteilt, dass sie mit seinem Kind schwanger ist, unterstellt Hughes ihr, dass sie lügt und nach Geld sucht. Wieder abweisend und unhöflich zu Frank, kehrt Marla nach Virginia zurück.
Hughes verlässt mit seinem Gefolge das Land und zieht sich zunehmend zurück. Als die Gerichte zugunsten der TWA-Minderheitsaktionäre entscheiden und ein Urteil über 645 Millionen Dollar fällen, muss Hughes seinen wertvollsten Besitz, die ursprüngliche Hughes Tool Company seines Vaters, verkaufen, um die Schulden zu begleichen.
1964 warten Frank, Levar und Nadine darauf, dass Hughes die amerikanische Presse wegen eines Buches von Richard Miskin anruft, der behauptet, Hughes persönlich interviewt zu haben und dass er an vollständiger Demenz leidet, was ihn den Rest seines Imperiums kosten könnte. Marla kommt mit Matt, ihrem und Hughes' fünfjährigem Sohn, mit der Nachricht an, dass Miskins Ex-Freundin Mamie bereit ist, vor Gericht zu bestätigen, dass Miskin Hughes nie getroffen hat, so dass er den Anruf nicht tätigen muss. In Anwesenheit von Matt findet Hughes die Kraft, den Anruf trotzdem zu tätigen, und spricht sehr ausführlich über aktuelle und vergangene Ereignisse, wobei er beweist, dass er bei klarem Verstand ist und bestätigt, dass er Miskin nie getroffen hat.
Frank kündigt sofort seinen Job und zieht zu Marla und Matt. Sie leben als Familie zusammen.

## Produktion

### Entwicklung
Am 20. Juni 2011 kündigte Paramount Pictures an, dass Warren Beatty das Drehbuch schreiben, Regie führen und die Hauptrolle in einem noch unbetitelten Film übernehmen wird. Dies ist seine erste Regiearbeit seit Bulworth von 1998 und seine erste Schauspielrolle seit Stadt, Land, Kuss von 2001. Beatty arbeitete seit mehr als 40 Jahren an einem Biopic über das Leben von Howard Hughes, nachdem er ihn in den frühen 1970er Jahren in einer Hotellobby gesehen hatte und von ihm fasziniert war. Das Drehbuch wurde von Beatty nach einer Geschichte von ihm und dem zweifachen Oscar-Preisträger Bo Goldman geschrieben. Am 16. September 2011 ließ Paramount das Projekt fallen und New Regency Pictures nahm es auf. Der Film befand sich dann fast drei Jahre lang in der Entwicklungsphase. Am 24. Februar 2014 wurde berichtet, dass New Regency und RatPac Entertainment den Film produzieren und finanzieren, mit einem Budget von 26,7 Mio. Dollar (25 Mio. Dollar nach Steuern).

### Casting
Beatty begann im Juni 2011 mit der Suche nach einem Ensemble für den Film, in dem er die Rolle des Howard Hughes spielen sollte. Er traf sich mit Andrew Garfield, Alec Baldwin, Annette Bening, Shia LaBeouf, Jack Nicholson, Evan Rachel Wood und Rooney Mara als Co-Stars. Am 14. November 2011 wurde Felicity Jones für die weibliche Hauptrolle besetzt, welche die Rolle aber später aufgrund von Verzögerungen bei der Produktion wieder aufgab. Justin Timberlake und Alden Ehrenreich waren für die männliche Hauptrolle im Gespräch, während Bening, Nicholson, Baldwin und Owen Wilson für andere Rollen gehandelt wurden. Bis Februar 2014 hatte Beatty Alden Ehrenreich, Lily Collins, Matthew Broderick und Annette Bening in das Ensemble geholt.
Am 27. Februar 2014 wurde berichtet, dass Candice Bergen als Hughes’ Sekretärin Nadine Henly zur Nebenbesetzung gestoßen ist. Am 6. März 2014 wurde Martin Sheen in einer unbekannten Rolle besetzt, die sich später als Noah Dietrich herausstellte. Taissa Farmiga stieß später als Franks Verlobte Sarah Bransford zur Besetzung. Im April 2014 verriet Brooklyn Decker, dass Beatty sie gebeten hatte, für den Film zu improvisieren, sie aber nicht wusste, ob ihre Szenen in die Endfassung aufgenommen würden. Am 9. Mai 2014 stieß Alec Baldwin als Robert Maheu, der Anwalt des zurückgezogen lebenden Milliardärs, zur Besetzung hinzu.
Im März 2015 berichtete die New York Times, dass Dabney Coleman in einer nicht näher bezeichneten Rolle mitspielen würde. Im Februar 2016 wurde berichtet, dass Steve Coogan in dem Film mitspielen wird. Im selben Monat verriet Farmiga in einem Interview, dass Ed Harris und Amy Madigan die Eltern ihrer Figur spielen würden. Im April 2016 wurde die Besetzung von Josh Casaubon bekannt gegeben.

### Dreharbeiten
Die Dreharbeiten für den Film begannen am 24. Februar 2014 in Los Angeles, Kalifornien. Die Studioproduktion fand in den Sunset Gower Studios in Hollywood statt. Die Dreharbeiten wurden an verschiedenen Schauplätzen realisiert, darunter S. Grand Avenue, Musso & Frank Grill und das Millennium Biltmore Hotel. Es wurde berichtet, dass die Produktion am 8. Juni 2014 nach 74 Drehtagen abgeschlossen war. Weitere Dreharbeiten fanden Ende Februar 2015 statt.

## Veröffentlichung
Im April 2016 wurde bekannt gegeben, dass 20th Century Fox den Film zusammen mit New Regency Pictures vertreibt und eine Veröffentlichung im Herbst 2016 geplant ist. Regeln spielen keine Rolle hatte seine Weltpremiere auf dem AFI Fest am 10. November 2016. Der Film sollte ursprünglich am 11. November 2016 in die Kinos kommen, wurde aber um zwei Wochen nach hinten verschoben und am 23. November 2016 veröffentlicht.

### Klage
Im Dezember 2017 wurde bekannt, dass Arnon Milchan und Regency Enterprises, einer der Finanziers des Films, Beatty auf 18 Millionen Dollar verklagten. Das Unternehmen berief sich auf einen Vertragsbruch und behauptete, Beatty habe die Werbekostenverluste, die das Unternehmen nach dem schlechten Abschneiden an den Kinokassen auf sich genommen hatte, nicht zurückgezahlt. Im März 2018 verklagte eine Investorengruppe, zu der Brett Ratner, Ron Burkle und Steve Bing gehörten, Regency auf 50 Millionen Dollar und behauptete, es sei ihre unzureichende Werbung für den Film gewesen, die zu dessen „katastrophalen Einspielergebnissen und dem Verlust der gesamten Investition der Gegenkläger“ geführt habe.

### Marketing
Das erste Produktionsfoto aus dem Film, auf dem Collins und Bening zu sehen sind, wurde von Elle im Oktober 2014 veröffentlicht. Bilder von Collins, Ehrenreich und Beatty wurden am 18. Mai 2016 veröffentlicht. Im August 2016 veröffentlichte Entertainment Weekly ein weiteres Bild aus dem Film, auf dem Ehrenreich und Beatty zu sehen sind.

### Heimkino
Der Film wurde am 14. Februar 2017 auf Prime Video sowie iTunes und am 28. Februar 2017 auf Blu-ray und DVD in den USA veröffentlicht. In Deutschland erschien der Film am 14. September 2017 auf Blu-ray und DVD.

## Rezeption

### Einspielergebnis
Regeln spielen keine Rolle war finanziell erfolglos und beendete nach drei Wochen am 22. Dezember 2016 seinen inländischen Lauf mit einem Einspielergebnis von 3,7 Mio. Dollar.

### Kritik
Auf Rotten Tomatoes hat der Film eine Zustimmung von 55 % auf der Grundlage von 177 Kritiken, mit einer durchschnittlichen Bewertung von 5.76/10. In der Kritik heißt es: „Mit Rules Don't Apply wirft Warren Beatty einen insgesamt sympathischen – aber unbestreitbar leichten – Blick auf eine Ecke des alten Hollywoods unter Howard Hughes' markantem Schatten.“
Todd McCarthy von The Hollywood Reporter schrieb: „Einerseits eine amüsant exzentrische Darstellung eines Milliardärs, der darauf fixiert ist, das Leben anderer Menschen zu kontrollieren, und andererseits eine Romanze über ein junges Paar, das durch die konservativen religiösen und sozialen sexuellen Sitten der 1950er Jahre verstopft ist, ist dieser Film eine witzige Quasi-Farce, die vielversprechend startet, sich dann auf halbem Weg verliert und schließlich eine holprige, aber sichere Landung hinlegt.“
Simon Thompson von IGN bewertete den Film mit 6/10 Punkten und schrieb: „Es ist ein seltsames Biest von einem Film, der manchmal perfekt funktioniert und absolut bezaubernd ist und sich dann wieder bleiern und entweder unausgegoren oder übertrieben anfühlt. Die Geschichte ist großartig, es gibt einige bissige Dialoge und einige schön gezeichnete Charaktere, und an den Darstellern gibt es nichts auszusetzen […] aber im Gegensatz zu Regisseuren wie den Coen-Brüdern gelingt es Beatty nicht, sie zum Klingen zu bringen, und in den meisten Fällen werden sie sträflich unterfordert – das schadet sowohl ihnen als auch dem Film.“